# Salix cavaleriei
Salix cavaleriei là một loài thực vật có hoa trong họ Liễu. Loài này được H. Lév. miêu tả khoa học đầu tiên năm 1909.